# Кочетов, Владимир Александрович
Владимир Александрович Кочетов (11 июня 1906, Тропарёво, Московская губерния, Российская империя — 12 февраля 1980, СССР) — советский актёр немого кино, кинорежиссёр.

## Биография
Родился в 1906 году в селе Тропарёво Московской губернии.
В 1929 году окончил актёрско-режиссёрскую мастерскую Государственного техникума кинематографии.
В 1927—1934 годах работал на киностудиях «Межрабпомфильм» и «Союздетфильм», где как актёр снялся в эпизодической роли в фильме 1929 года Льва Кулешова «Весёлая канарейка» и в том же году был его ассистентом на фильме «Два-Бульди-два». В 1933 году был ассистентом режиссёра Всеволода Пудовкина на съёмках фильма «Дезертир».
В 1934—1937 годах — режиссёр-педагог киноактёрского отделения ТХУ в Баку.
В 1937—1939 годах снимал кинохронику и учебные фильмы на киностудиях «Мостехфильм», «Сельхозфильм», на Тбилисской, Ташкентской и Дальневосточной студий кинохроники.
В 1939—1943 годах — режиссёр на киностудии «Ленфильм», был вторым режиссёром на съёмках фильма «Приключения Корзинкиной» (1941), режиссёр научно-популярных фильмов.
В 1943—1945 годах — режиссёр Черноморского флота, в войну эвакуированного в Батуми.
В 1946—1950 годах — режиссёр и руководитель школы киноактёров в Алма-Ате.
В 1950—1965 годах работал на Одесской киностудии, где снял несколько художественных фильмов.

## Режиссёрская фильмография
- 1956 — Ты молодец, Анита!
- 1957 — Страницы былого (совм. с Евгением Ташковым)
- 1960 — Им было девятнадцать...
- 1960 — Свет в окне
- 1962 — Чудак-человек
- 1966 — День без числа